# Mário de Araújo Cabral
Mário Manuel Veloso de Araújo Cabral (Oporto; 15 de enero de 1934-Lisboa; 17 de agosto de 2020), apodado «Nicha» Cabral, fue un piloto portugués de automovilismo.

## Biografía
Era hijo del segundo matrimonio del 1.er Conde de Vizela. Fue el primer piloto portugués en participar en el Campeonato Mundial de Fórmula 1, disputando cinco Grandes Premios, acabando como mejor posición en el décimo puesto en el Gran Premio de Portugal de 1959.
Cabral resultó gravemente herido en una carrera de Fórmula 2 en Rouen en 1965 y estuvo ausente de la competición hasta 1968, cuando regresó a las carreras de coches deportivos y, ocasionalmente, a la Fórmula 2 antes de retirarse en 1975.
A los 75 años, se declaró bisexual. Falleció el 17 de agosto de 2020 tras una larga enfermedad a los 86 años.

## Resultados

### Fórmula 1
(Clave) (negrita indica pole position) (cursiva indica vuelta rápida)

| Año     | Escudería                      | 1   | 2   | 3   | 4   | 5   | 6       | 7       | 8       | 9   | 10  | Pos. | Puntos |
| ------- | ------------------------------ | --- | --- | --- | --- | --- | ------- | ------- | ------- | --- | --- | ---- | ------ |
| 1959    | Scuderia Centro Sud            | MON | 500 | NED | FRA | GBR | GER     | POR 10  | ITA     | USA |     | NC   | 0      |
| 1960    | Scuderia Centro Sud            | ARG | MON | 500 | NED | BEL | FRA     | GBR     | POR Ret | ITA | USA | NC   | 0      |
| 1963    | Scuderia Centro Sud            | MON | BEL | NED | FRA | GBR | GER Ret | ITA DNQ | USA     | MEX | RSA | NC   | 0      |
| 1964    | Derrington-Francis Racing Team | MON | NED | BEL | FRA | GBR | GER     | AUT     | ITA Ret | USA | MEX | NC   | 0      |
| Fuente: |                                |     |     |     |     |     |         |         |         |     |     |      |        |